# Rainulfo Drengoto
Rainulfo ou Ranulfo Drengoto (em latim: Rainulfus; falecido em julho de 1045) foi um aventureiro e mercenário normando no sul da Itália. Em 1030, se tornou o primeiro conde de Aversa. Ele era um membro da família Drengoto.